# Inundación centenaria

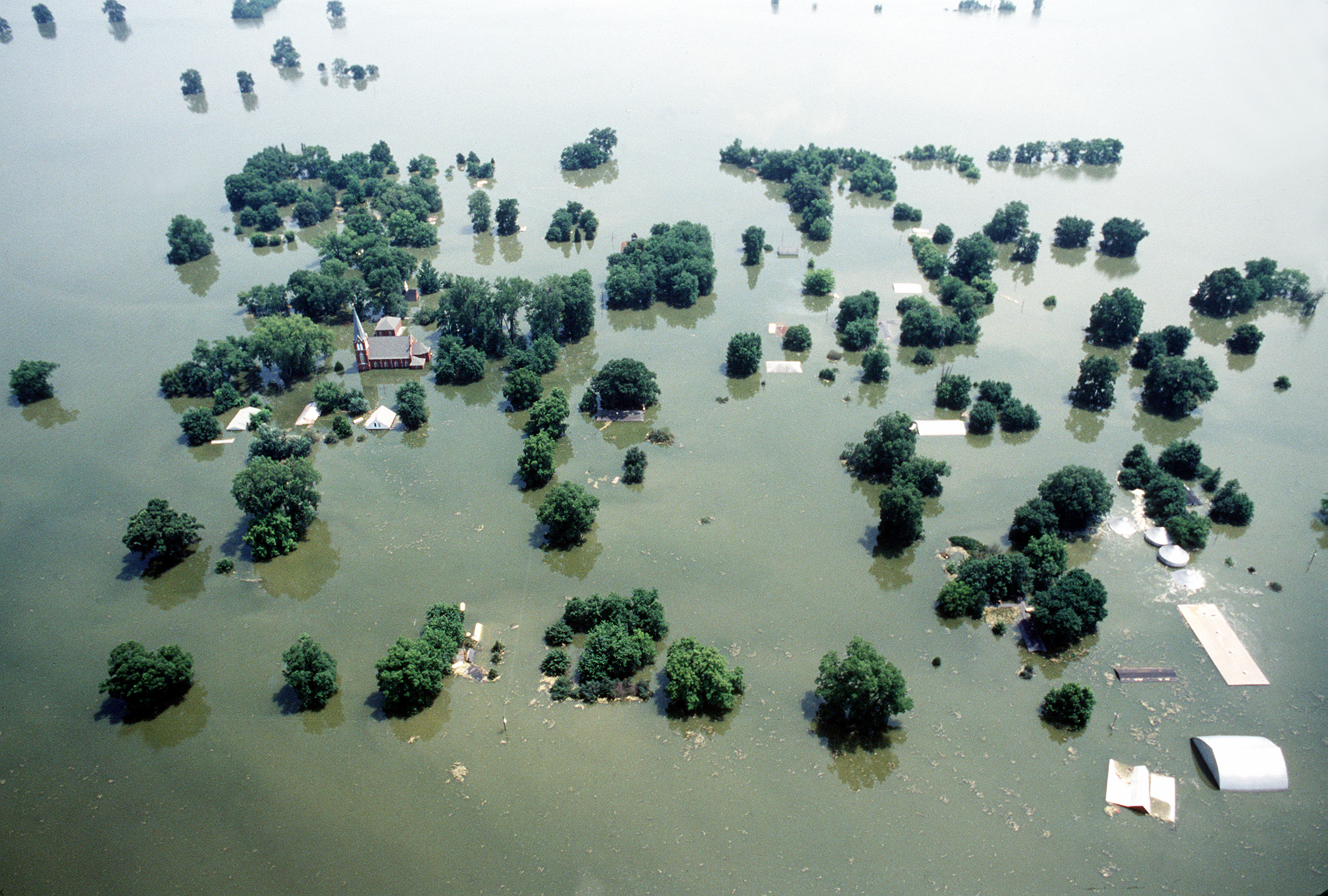
Río Mississippi en Kaskaskia, Illinois, durante la Gran Inundación de 1993

Una inundación centenaria es un evento de inundación que tiene, en promedio, una probabilidad de 1 en 100 (1% de probabilidad) de ser igualado o superado en cualquier año dado.
Una inundación centenaria también se conoce como una inundación del 1%. Para inundaciones costeras o de lagos, una inundación centenaria generalmente se expresa como una elevación o profundidad de inundación, y puede incluir efectos de las olas. 
Para sistemas fluviales, una inundación centenaria generalmente se expresa como un caudal. Basado en el caudal esperado de la inundación centenaria, el nivel del agua de inundación puede ser mapeado como un área de inundación. El mapa resultante de la llanura de inundación se conoce como la llanura de inundación centenaria. En Estados Unidos, están disponibles estimaciones del caudal de inundación centenaria y otras estadísticas de flujo para cualquier corriente. 
En el Reino Unido, la Agencia de Medio Ambiente publica un mapa completo de todas las áreas en riesgo de una inundación de 1 en 100 años. Las áreas cercanas a la costa de un océano o un gran lago también pueden inundarse por combinaciones de marea, marejada ciclónica y olas. Los mapas de la llanura de inundación centenaria fluvial o costera pueden ser importantes en los permisos de construcción, las regulaciones ambientales y los seguros contra inundaciones. Estos análisis generalmente representan el clima del siglo XX.

## Probabilidad
Un error común es pensar que una inundación centenaria es probable que ocurra solo una vez en un período de 100 años. En realidad, hay aproximadamente un 63,4% de probabilidad de que ocurran una o más inundaciones centenarias en cualquier período de 100 años. En el río Danubio, en Passau, Alemania, los intervalos reales entre inundaciones centenarias durante el período de 1501 a 2013 variaron de 37 a 192 años.  La probabilidad P e de que una o más inundaciones que ocurran durante cualquier período excedan un umbral de inundación dado puede expresarse, utilizando la distribución binomial, como
{\displaystyle P_{e}=1-\left[1-\left({\frac {1}{T}}\right)\right]^{n}}
donde T es el período de retorno umbral (por ejemplo, 100 años, 50 años, 25 años, etc.), y n es el número de años en el período. La probabilidad de excedencia P e también se describe como el riesgo natural, inherente o hidrológico de falla.   Sin embargo, el valor esperado del número de inundaciones centenarias que ocurren en cualquier período de 100 años es 1.
Las inundaciones decenales tienen un 10% de probabilidad de ocurrir en un año dado (P e = 0,10); las de 500 años tienen un 0,2% de probabilidad de ocurrir en un año dado (P e = 0,002); etc. El porcentaje de probabilidad de que ocurra una inundación de X años en un solo año es 100/X. Un análisis similar se aplica comúnmente a las inundaciones costeras o a los datos de precipitaciones. El intervalo de recurrencia de una tormenta rara vez es idéntico al de una inundación fluvial asociada, debido a las variaciones en el momento y la ubicación de las precipitaciones entre diferentes cuencas de drenaje.
El campo de la teoría de valores extremos se creó para modelar eventos raros como las inundaciones centenarias con fines de ingeniería civil. Esta teoría se aplica más comúnmente a los caudales máximos o mínimos observados de un río determinado. En áreas desérticas donde solo hay arroyos efímeros, este método se aplica a la precipitación máxima observada durante un período de tiempo determinado (24 horas, 6 horas o 3 horas). El análisis de valores extremos solo considera el evento más extremo observado en un año dado. Así, entre la gran escorrentía de primavera y una fuerte tormenta de verano, cualquiera que haya resultado en más escorrentía se consideraría el evento extremo, mientras que el evento menor sería ignorado en el análisis (aunque ambos pudieran haber sido capaces de causar terribles inundaciones por sí mismos).

## Supuestos estadísticos
Hay una serie de suposiciones que se hacen para completar el análisis que determina la inundación de 100 años. En primer lugar, los eventos extremos observados en cada año deben ser independientes de un año a otro. En otras palabras, el caudal máximo del río de 1984 no puede estar significativamente correlacionado con el caudal observado en 1985, que no puede estar correlacionado con 1986, y así sucesivamente. La segunda suposición es que los eventos extremos observados deben provenir de la misma función de densidad de probabilidad. La tercera suposición es que la distribución de probabilidad se relaciona con la tormenta más grande (medición de lluvia o caudal del río) que ocurre en cualquier año. La cuarta suposición es que la función de distribución de probabilidad es estacionaria, lo que significa que la media (promedio), la desviación estándar y los valores máximos y mínimos no están aumentando o disminuyendo con el tiempo. Este concepto se conoce como estacionariedad.  
La primera suposición es a menudo, pero no siempre, válida y debe probarse caso por caso. La segunda suposición suele ser válida si los eventos extremos se observan en condiciones climáticas similares. Por ejemplo, si todos los eventos extremos registrados provienen de tormentas eléctricas de finales de verano (como es el caso en el suroeste de EE. UU.), o del deshielo (como es el caso en el centro-norte de EE. UU.), entonces esta suposición debería ser válida. Sin embargo, si hay algunos eventos extremos tomados de tormentas eléctricas, otros del deshielo y otros de huracanes, entonces es muy probable que esta suposición no sea válida. La tercera suposición solo es un problema cuando se intenta pronosticar un evento de flujo máximo pero bajo (por ejemplo, un evento menor que una inundación de 2 años). Dado que esto no suele ser un objetivo en el análisis extremo o en el diseño de ingeniería civil, la situación rara vez se presenta.
La suposición final sobre la estacionariedad es difícil de probar a partir de datos de un solo sitio debido a las grandes incertidumbres incluso en los registros de inundaciones más largos  (ver siguiente sección). De manera más amplia, la evidencia sustancial del cambio climático sugiere fuertemente que la distribución de probabilidad también está cambiando  y que la gestión de los riesgos de inundación en el futuro se volverá aún más difícil.  La implicación más simple de esto es que la mayoría de los datos históricos representan el clima del siglo XX y podrían no ser válidos para el análisis de eventos extremos en el siglo XXI.

## Incertidumbre de probabilidad
Cuando estas suposiciones se violan, se introduce una cantidad desconocida de incertidumbre en el valor reportado de lo que significa la inundación de 100 años en términos de intensidad de lluvia o profundidad de inundación. Cuando todas las entradas son conocidas, la incertidumbre se puede medir en forma de un intervalo de confianza. Por ejemplo, se podría decir que hay un 95% de probabilidad de que la inundación de 100 años sea mayor que X, pero menor que Y. 
El análisis estadístico directo  para estimar la inundación fluvial de 100 años solo es posible en los lugares relativamente escasos donde se ha registrado una serie anual de descargas máximas instantáneas de inundación. En los Estados Unidos, hasta 2014, los contribuyentes han apoyado tales registros durante al menos 60 años en menos de 2,600 ubicaciones, durante al menos 90 años en menos de 500, y durante al menos 120 años en solo 11.  Como comparación, el área total de la nación es de aproximadamente 3,800,000 millas cuadradas (9,800,000 km²), por lo que hay quizás 3,000 tramos de arroyos que drenan cuencas de 1,000 millas cuadradas (2,600 km²) y 300,000 tramos que drenan 10 millas cuadradas (26 km²). En áreas urbanas, se necesitan estimaciones de inundaciones de 100 años para cuencas tan pequeñas como 1 milla cuadrada (2.6 km²). Para los tramos sin datos suficientes para el análisis directo, las estimaciones de inundaciones de 100 años se derivan del análisis estadístico indirecto de registros de inundaciones en otras ubicaciones en una región hidrológicamente similar o de otros modelos hidrológicos. De manera similar para las inundaciones costeras, existen datos de mareógrafos para solo alrededor de 1,450 sitios en todo el mundo, de los cuales solo alrededor de 950 agregaron información al centro de datos global entre enero de 2010 y marzo de 2016.

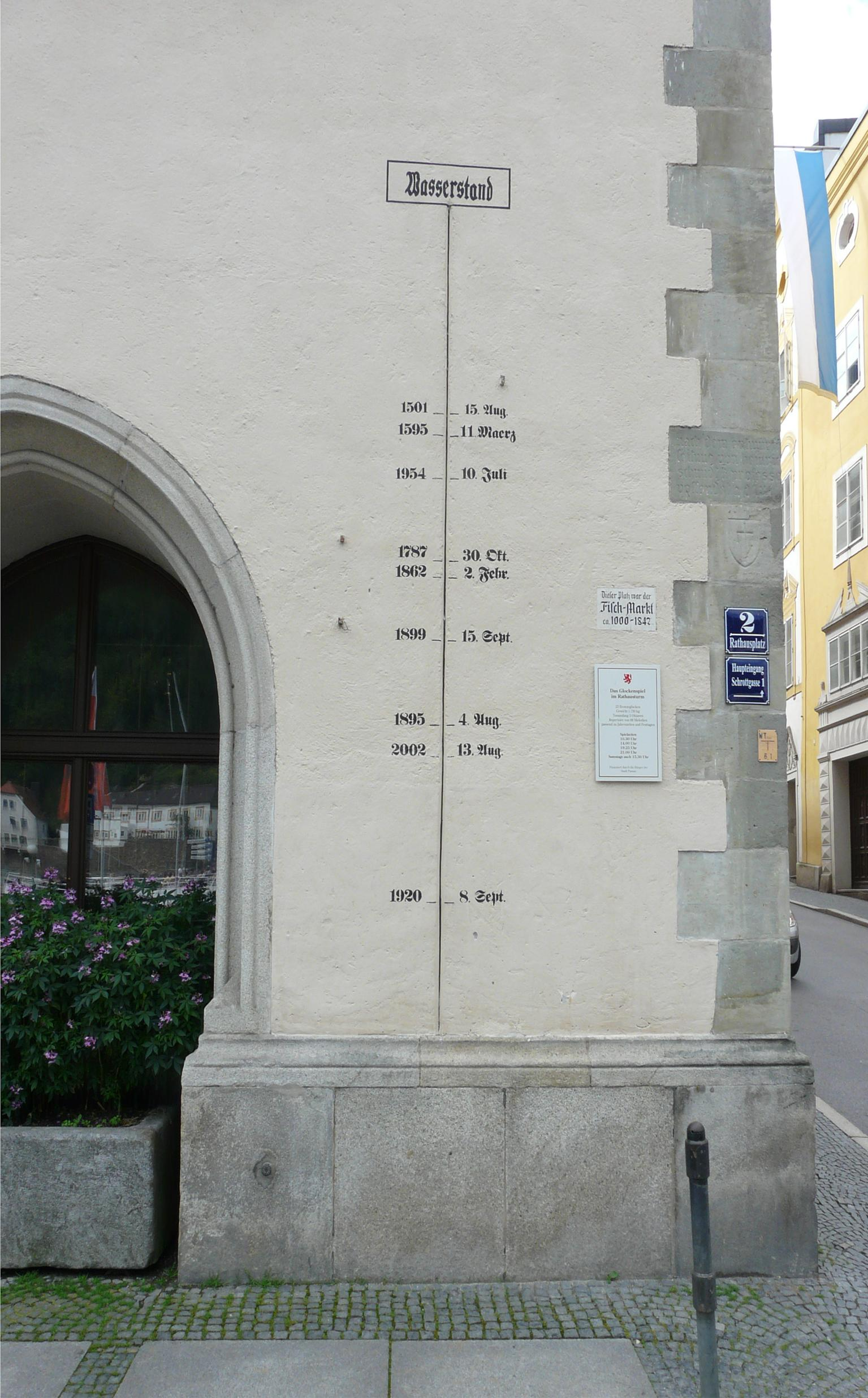
Escala de crecidas de 1501 a 2002 en Passau, Alemania, en septiembre de 2012

Existen registros mucho más largos de elevaciones de inundaciones en algunos lugares alrededor del mundo, como el río Danubio en Passau, Alemania, pero deben evaluarse cuidadosamente en cuanto a precisión e integridad antes de cualquier interpretación estadística.
Para un tramo de arroyo individual, las incertidumbres en cualquier análisis pueden ser grandes, por lo que las estimaciones de inundaciones de 100 años tienen grandes incertidumbres individuales para la mayoría de los tramos de arroyos.  : 24 Para la inundación más grande registrada en cualquier ubicación específica, o cualquier evento potencialmente más grande, el intervalo de recurrencia siempre se conoce mal. : 20, 24 La variabilidad espacial agrega más incertidumbre, porque un pico de inundación observado en diferentes ubicaciones en el mismo arroyo durante el mismo evento comúnmente representa un intervalo de recurrencia diferente en cada ubicación. : 20 Si una tormenta extrema deja caer suficiente lluvia en una rama de un río para causar una inundación de 100 años, pero no cae lluvia sobre otra rama, la ola de inundación aguas abajo de su unión podría tener un intervalo de recurrencia de solo 10 años. Por el contrario, una tormenta que produce una inundación de 25 años simultáneamente en cada rama podría formar una inundación de 100 años aguas abajo. Durante un período de inundación, los informes de noticias necesariamente simplifican la historia informando sobre el mayor daño y el intervalo de recurrencia más grande estimado en cualquier ubicación. El público puede concluir fácil e incorrectamente que el intervalo de recurrencia se aplica a todos los tramos de arroyos en el área de inundación.
 : 7, 24 

## Intervalos observados entre inundaciones

Intervalos observados entre inundaciones en Passau, 1501-2013

Las elevaciones máximas de 14 inundaciones desde 1501 en el río Danubio en Passau, Alemania, revelan una gran variabilidad en los intervalos reales entre inundaciones. : 16–19 Los eventos de inundación mayores que la inundación de 50 años ocurrieron a intervalos de 4 a 192 años desde 1501, y la inundación de 50 años de 2002 fue seguida solo 11 años después por una inundación de 500 años. Solo la mitad de los intervalos entre inundaciones de 50 y 100 años estuvieron dentro del 50 por ciento del intervalo promedio nominal. De manera similar, los intervalos entre inundaciones de 5 años durante 1955 a 2007 variaron de 5 meses a 16 años, y solo la mitad estuvieron dentro de 2.5 a 7.5 años.

## Uso regulatorio
En los Estados Unidos, la inundación de 100 años proporciona la base de riesgo para las tarifas de seguro contra inundaciones. Una inundación regulatoria o inundación base se establece rutinariamente para tramos de ríos a través de un proceso de reglamentación basado en la ciencia, dirigido a una inundación de 100 años en el intervalo de recurrencia promedio histórico. Además de los datos históricos de inundaciones, el proceso tiene en cuenta los valores regulatorios previamente establecidos, los efectos de los embalses de control de inundaciones y los cambios en el uso del suelo en la cuenca. Los peligros de inundación costera se han mapeado con un enfoque similar que incluye los procesos físicos relevantes. La mayoría de las áreas donde pueden ocurrir inundaciones graves en los Estados Unidos han sido mapeadas de manera consistente de esta manera. En promedio a nivel nacional, esas estimaciones de inundaciones de 100 años son suficientes para los propósitos del Programa Nacional de Seguro contra Inundaciones (NFIP) y ofrecen estimaciones razonables del riesgo futuro de inundaciones, si el futuro es como el pasado.  : 24 Aproximadamente el 3% de la población de EE. UU. vive en áreas sujetas al peligro de inundación costera con una probabilidad anual del 1%.
En teoría, retirar hogares y negocios de áreas que se inundan repetidamente puede proteger a las personas y reducir las pérdidas de seguros, pero en la práctica es difícil para las personas retirarse de vecindarios establecidos.
La inundación centenaria más grave registrada recientemente en España ocurrió a finales de octubre de 2024 en la región de Valencia y áreas circundantes. Esta catástrofe, causada por una Depresión Aislada en Niveles Altos (DANA), resultó en una de las inundaciones más devastadoras en la historia reciente del país

## España
A finales de octubre de 2024, fuertes inundaciones afectaron a varias regiones de España, especialmente la provincia de Valencia, debido a una Depresión Aislada en Niveles Altos (DANA) La inundación de octubre de 2024 en la región de Valencia y áreas circundantes fue un evento de proporciones considerables que puede compararse con otros desastres hidrológicos significativos en la historia reciente de España. Dos eventos notables que sirven como puntos de referencia para contextualizar la magnitud de la inundación de 2024:
- 1.  La riada de Valencia de 1957: Este evento, ocurrido el 14 y 15 de octubre de 1957, resultó en la pérdida de al menos 81 vidas, según los registros oficiales.[13] El desbordamiento del río Turia causó daños extensos en la capital valenciana, afectando particularmente a las zonas ribereñas donde se habían establecido asentamientos informales.

- 2. Las inundaciones del Vallès de 1962: Este desastre, que tuvo lugar el 25 de septiembre de 1962, afectó severamente a la comarca del Vallès Occidental en Cataluña. Las cifras oficiales indican que más de 800 personas perdieron la vida, aunque algunas fuentes sugieren que el número real de víctimas podría haber sido mayor[14] Las precipitaciones extremas, que alcanzaron los 223 litros por metro cuadrado en un período de cuatro horas, provocaron crecidas repentinas que arrasaron con viviendas e infraestructuras industriales.